# Trêve d'Esplechin
Malestroit (1343)
La trêve d'Esplechin est signée le 25 septembre 1340 malgré la bataille de l'Écluse remportée par Édouard III d'Angleterre le 24 juin 1340 sur la flotte de Philippe VI de France.
En effet le roi d'Angleterre se trouve dans une situation très incommode. Le souverain anglais fait le siège devant Tournai bien défendu par le Godemar du Fay. De son côté, la deuxième armée anglo-flamande sous les ordres de Robert III d'Artois assiège Saint-Omer, mais se fait massacrer par les troupes du duc de Bourgogne et du comte d'Armagnac. C'est alors que l'armée de Philippe VI arrive en vue de Tournai le 7 septembre.
En outre, les troupes anglaises connaissent de sérieux revers en Guyenne et les Écossais en l'absence d'Édouard III d'Angleterre se sont révoltés. Cette situation oblige le roi d'Angleterre à négocier avec la France. Le monarque anglais et Philippe VI de Valois se rencontrent à Esplechin où est signée une trêve de neuf mois. La trêve ne concerne pas seulement le Nord-Est de la France, mais l'ensemble des théâtres d'opération : la Guyenne, l'Écosse, la lutte sur mer.
Alors que le roi d'Angleterre est financièrement exsangue et ne peut payer ses alliés, la conduite timorée de Philippe VI face à un ennemi moins nombreux lui vaudra une perte de prestige.
La trêve expirera le 24 juin 1342.

## Sources
- Georges Bordonove, Les Rois qui ont fait la France - Les Valois - Charles V le Sage, t. 1, Pygmalion, 1988.